# Liste von Wörterbüchern zur chinesischen Sprache
Chinesische Wörterbücher dienen der Sammlung und Erklärung von chinesischen Wörtern. Dabei kann allgemein unterschieden zwischen Wörterbüchern – Cidian (chinesisch 詞典 / 词典, Pinyin Cídiǎn) und Schriftzeichenlexika – Zidian (字典 / 字典,  Zídiǎn). Eine strenge Unterscheidung zwischen 
"Wörterbüchern" und "Zeichenlexika" wäre sinnvoll, wurde in der Praxis allerdings bisher wenig eingehalten. Zu einem Großteil der hier erwähnten Wörterbücher finden
sich unter "Chinesische Zeichenlexika" mit nähere bibliographische Angaben in chinesischen Schriftzeichen usw. wieder. Im Folgenden werden die wichtigsten Wörterbücher zur chinesischen Sprache in 
einer alphabetischen Liste dargeboten. 

## Liste
- ABC Chinese-English Dictionary – 《漢英詞典》 / 《汉英词典》,  Hàn-Yīng Cídiǎn
- ABC Chinese-English Comprehensive Dictionary – 《ABC漢英大詞典》 / 《ABC汉英大词典》,  ABC Hàn-Yīng Dà Cídiǎn
- Cihai – 《辭海》 / 《辞海》,  Cíhǎi
- Citong – 《辭通》 / 《辞通,  Cítōng
- Ciyuan – 《辭源》 / 《辞源》,  Cíyuán
- Déwénlín – 《德文林》 / 《德文林》 – „Bi-direktionales Chinesisch-Deutsches Wörterbuch“
- Daoxu Xiandai Hanyu Cidian – 《倒序現代漢語詞典》 / 《倒序现代汉语词典》,  Dàoxù Xiàndài Hànyǔ Cídiǎn
- Guangyun – 《廣韻》 / 《广韵》,  Guǎngyùn
- Guoyin Changyong Zihui – 《國音常用字彙》 / 《国音常用字汇》,  Guóyīn Chángyòng Zìhuì
- Guoyu Cidian – 《國語詞典》 / 《国语词典》,  Guóyǔ Cídiǎn
- Hanyu Cidian – 《漢語詞典》 / 《汉语词典》,  Hànyǔ Cídiǎn
- Hanyu da cidian – 《漢語大詞典》 / 《汉语大词典》,  Hànyǔ Dà Cídiǎn
- Hanyu da zidian – 《漢語大字典》 / 《汉语大字典》,  Hànyǔ Dà Zìdiǎn
- Hanyu Pinyin Cihui – 《漢語拼音詞彙》 / 《汉语拼音词汇》,  Hànyǔ Pīnyīn Cíhuì
- Hanyu Shiyun – 《漢語詩韻》 / 《汉语诗韵》,  Hànyǔ Shīyùn
- Hongwu Zhengyun – 《洪武正韵》 / 《洪武正韵》,  Hóngwǔ zhèngyùn
- Jingxuan Han-De De-Han Cidian – 《精選漢德德漢詞典》 / 《精选汉德德汉词典》,  Jīngxuǎn Dé-Hàn Hàn-Dé Cídiǎn – „Handwörterbuch Chinesisch-Deutsch Deutsch-Chinesisch“
- Jiyun – 《集韻》 / 《集韵》,  Jíyùn
- Kangxi Zidian – 《康熙字典》 / 《康熙字典》,  Kāngxī Zìdiǎn – „Kangxi-Schriftzeichenwörterbuch“
- Kanmiu-Buque Qieyun – 《刊謬補缺切韻》 / 《刊谬补缺切韵》,  Kānmiù Bǔquē Qiēyùn
- Le Grand Dictionnaire Ricci de la langue chinoise – 《利氏漢法詞典》 / 《利氏汉法词典》,  Lìshì Hàn Fǎ Cídiǎn
- Leipian – 《類篇》 / 《类篇》,  Lèipiān
- Longkan Shoujian – 《龍龕手鑑》 / 《龙龛手鉴》,  Lóngkān Shǒujiàn
- Qieyun – 《集韻》 / 《集韵》,  Jíyùn
- Shenglei  – 《聲類》 / 《声类》,  Shēnglèi
- Shiyun Xinbian – 《詩韵新編》 / 《诗韵新编》,  Shīyùn Xīnbiān
- Shuowen – 《說文》 / 《说文》,  Shuōwén
- Shuowen Jiezi – 《說文解字》 / 《说文解字》,  Shuōwén Jiězì
- Tangyun – 《唐韵》 / 《唐韵》,  Tángyùn
- Tongyin Zidian – 《同音字典》 / 《同音字典》,  Tóngyīn Zìdiǎn
- Wang Yunwu Da Cidian – 《王云五大辭典》 / 《王云五大辞典》,  Wáng Yúnwǔ Dà Cídiǎn
- Xiandai Hanyu Cidian – 《現代漢語詞典》 / 《现代汉语词典》,  Xiàndài Hànyǔ Cídiǎn
- Xiandai Hanyu Pinlü Cidian – 《现代漢語頻率語典》 / 《现代汉语频率词典》,  Xiàndài Hànyǔ Pínlǜ Cídiǎn
- Xin Mingjie Guoyu Cidian – 《新明解國語辞典》 / 《新明解国语辞典》,  Xīn Míngjiě Guóyǔ Cídiǎn
- Xinhua Zidian – 《新華字典》 / 《新华字典》,  Xīnhuá Zìdiǎn
- Yupian – 《玉篇》 / 《玉篇》,  Yùpiān
- Yunhai Jingyuan – 《韵海鏡源》 / 《韵海镜源》,  Yùnhǎi Jìngyuán
- Zhengzi Tong – 《正字通》 / 《正字通》,  Zhèngzìtōng
- Zhonghua Da Zidian – 《中華大字典》 / 《中华大字典》,  Zhōnghuá Dà Zìdiǎn
- Zhonghua Jiben Jiaoyu Xiao Zidian – 《中華基本教育小字典》 / 《中华基本教育小字典》,  Zhōnghuá Jīběn Jiàoyù Xiǎo Zìdiǎn
- Zhongguoyu Cidian – 《中國詞語典 / 《中囯语词典》,  Zhōngguóyǔ Cídiǎn
- Zhongyuan Yinyun – 《中原音韻》 / 《中原音韵》,  Zhōngyuán Yīnyùn
- Zilin  – 《字林》 / 《字林》,  Zìlín
- Zitong  – 《字通》 / 《字通》,  Zìtōng
- Zihui – 《字彙》 / 《字汇》,  Zìhuì